# 구파발폭포
구파발폭포는 대한민국 서울특별시 은평구 진관동에 있는 인공폭포이다. 양화폭포와 용마폭포에 이어 서울의 세 번째 인공폭포인 금암폭포에는 높이 10미터와 5미터 규모의 폭포 2개와 연못 2곳, 분수대, 야외공연무대 등이 있으며, 금암폭포 주변에는 소나무, 느티나무, 회양목, 철쭉 등 12종 3천5백68그루의 나무가 심어져 물과 나무가 어우러진 시민들의 휴식공간이다.

## 참고 자료
- 본 문서에는 서울특별시에서 지식공유 프로젝트를 통해 퍼블릭 도메인으로 공개한 저작물을 기초로 작성된 내용이 포함되어 있습니다.